# Clara Louise Haginsová
Clara Louise Haginsová (nepřechýleně Clara Louise Hagins; 1871 – 16. dubna 1957) byla americká fotografka a členka klubu žen se sídlem v Chicagu v Illinois.

## Životopis
Clara Louise Haginsová se narodila v Chicagu jako dcera Johna L. Haginse a Mary Ann McCormick Haginsové. Měla mladší sestru, Alici Mary Haginsovou.

## Kariéra
Haginsová byl sekretářkou a fotografkou v portrétním studiu fotografa Williama McKenzie Morrisona v Chicagu. Byla aktivní ve Ženské federaci Americké fotografické asociace (Women's Federation of the Photographers' Association of America). Působila jako první viceprezidentka ve výkonné radě Federace v letech 1914 a 1915 ve spolupráci s Maybelle Goodlanderovou a sestrami Gerhardovými a řídila „Kruh“, putovní sbírku práce členek federace. V roce 1921 byla viceprezidentkou Asociace amerických fotografů na jejich setkání v Buffalu v New Yorku. Byla také aktivní v Asociaci klubů žen v Chicagu a v Dickens Fellowship of Chicago.

## Osobní život
Haginsová se ve čtyřicátých letech 20. století přestěhovala do Tampy na Floridě, kde zemřela v roce 1957 ve věku 85 let.